# Pulau Labobo
Pulau Labobo är en ö i Indonesien.   Den ligger i provinsen Sulawesi Tengah, i den nordöstra delen av landet, 1 900 km öster om huvudstaden Jakarta. Arean är 70 kvadratkilometer.
Terrängen på Pulau Labobo är lite kuperad. Öns högsta punkt är 488 meter över havet. Den sträcker sig 14,0 kilometer i nord-sydlig riktning, och 13,5 kilometer i öst-västlig riktning.  I omgivningarna runt Pulau Labobo växer i huvudsak städsegrön lövskog.